# Adomnán
Adomnán či Adamnán, též Adomnán z Iony, latinsky Adamnanus či Adomnanus, zvaný též Eunan (624 – 704) byl irský hagiograf, světec a opat Ionského kláštera ve Skotsku (v letech 679–704).

## Život
Pravděpodobným místem Adomnánova narození je Raphoe nebo jeho okolí, tedy Ulster (dnešní Irsko). Narodil se ve šlechtické rodině.
Jeho vzdělanost vedla mnohé historiky k domněnce, že studoval v některém významném klášteře, obvykle se uvádí Durrow nebo Clonard. Důkazy však chybějí.
Beda Ctihodný ve svých Církevních dějinách anglického lidu uvádí, že poté co Adomnán přijal římské datování Velikonoc, které bylo dohodnuto o několik let dříve na synodě ve Whitby, vzbouřila se proti němu část ionských mnichů a podle všeho několik let v klášteře poté nepobýval, patrně v důsledku tohoto rozkolu. Ač o římském datování přesvědčil na svých cestách řadu anglických křesťanů, svou vlastní klášterní komunitu nikdy.
Inicioval též přijetí tzv. Adomnánova zákona (Cáin Adomnáin) zvaného též Zákon neviňátek (Lex Innocentium). Byl přijat na Birrské synodě roku 697 a jeho cílem byla ochrana žen, dětí a nebojujících ve válečných konfliktech. Někdy je nazýván první evropskou úmluvou o lidských právech. Zákon rozšiřoval již existující Patrikův zákon, který chránil ve válkách mnichy. Adomnán nechal synodu svolat a zákon schválit poté, co se mu ve snu zjevila jeho matka a kritizovala ho za to, že nechrání irské ženy a děti.

## Dílo
Proslul sepsáním latinského spisu Život svatého Kolumby (Vita Columbae), tedy hagiografie zakladatele Ionského kláštera. Napsal ho zřejmě v letech 697 až 700. Tato biografie je zdaleka nejdůležitějším dochovaným dílem napsaným v raně středověkém Skotsku a je klíčovým zdrojem moderních znalostí o Piktech a raně středověkém ostrovním mnišství. Adomnán byl Kolumbovým příbuzným z otcovy strany.
Napsal také traktát De Locis Sanctis (O svatých místech), který popisuje křesťanská svatá místa a poutní střediska. Adomnán získal mnoho informací pro tento spis od franského biskupa Arculfa, který osobně navštívil Egypt, Řím, Konstantinopol i Svatou zemi a poté dlel nějaký čas v Ionském klášteře. Adomnán daroval kopii této knihy králi Aldfrithovi z Northumbrie (vládl 685–704), svému blízkému příteli a ochránci.
Je mu připisováno též několik básní.